# Tage Arnsbjer
Tage Helmer Arnsbjer, ursprungligen Andersson, född 10 oktober 1923 i Katarina församling i Stockholm, död 11 november 1984 i Lidingö församling i Stockholms län, var en svensk fotograf och filmregissör.
Tage Arnsbjer var son till kolbäraren Carl Adolf (Andersson) Arnsbjer och Ida Augusta Danielsson  samt morbror till Lill Thorén. Tage Arnsbjer kom till Marinens filmdetalj 1945 där han senare blev filmregissör och bland annat gjorde filmen Fejan. 1952 kom han till Svecia Film. Han ledde filmprojektet vid bärgningen av regalskeppet Vasa och hade själv uppfunnit den undervattenskamera som användes till detta.
År 1959 kom han till Sveriges radio TV där han gick i lära hos den berömde filmklipparen Oscar Rosander. Bland hans arbeten där märks en film om Carl von Linné. Han ansvarade för utbildningen av filmredigerare vid Sveriges radios utbildningsavdelning, bland annat inför starten av TV2 1969 och gick i pension 1983.
Tage Arnsbjer var 1954–1958 gift med mannekängen Ulla Söderwall (1923–1982), tidigare gift med Sune Waldimir och senare med Thorleif Ranum. Därefter var han 1969–1973 gift med Gunnel Jungestedt (1947–2018) och fick en dotter 1969. Han är begravd på Råcksta begravningsplats i Stockholm.